# Flavia Giulia Costanza

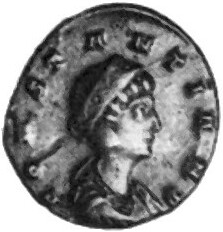
Rara moneta di Costanza

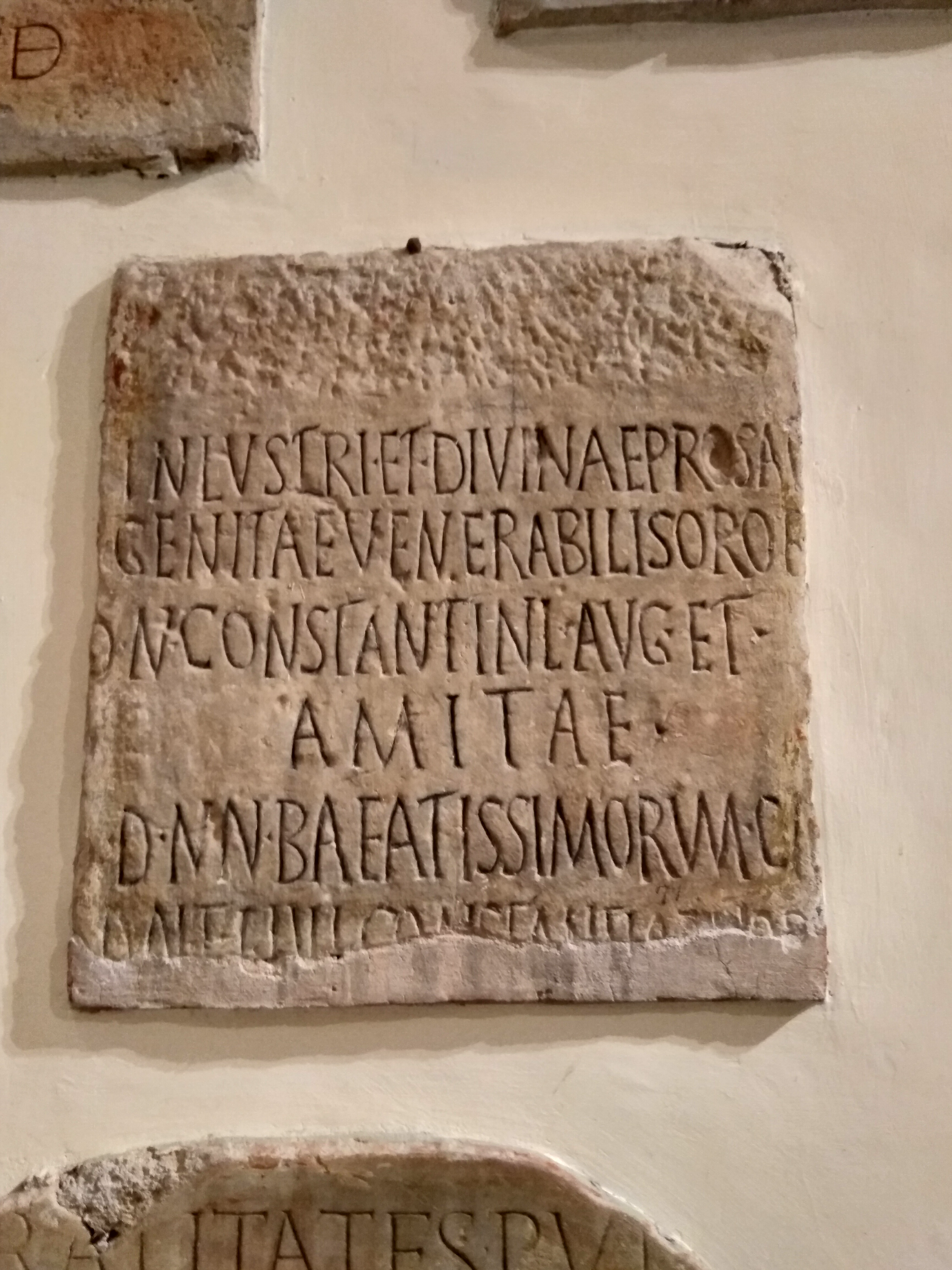
Iscrizione proveniente dalla base di una statua eretta in onore di Costanza, definita nobilissima, sorella di Costantino e zia dei Cesari (Costantino II e Costanzo II); la statua fu eretta tra il 326 e il 333

Flavia Giulia Costanza (in latino Flavia Iulia Constantia; dopo il 293 – 330 circa) fu la figlia dell'imperatore romano Costanzo Cloro e della sua seconda moglie, Flavia Massimiana Teodora, sorellastra di Costantino I e quindi membro della dinastia costantiniana, nonché moglie di Licinio.

## Biografia
Nel 311 o 312, l'imperatore Costantino I, fratellastro di Costanza, la promise in moglie al proprio collega, Licinio: il matrimonio si celebrò nel febbraio 313, in occasione dell'incontro di Costantino e Licinio a Milano. Dall'unione nacque un figlio, Valerio Liciniano Licinio, nel 315. Quando Licinio e Costantino si dichiararono guerra nel 316, Costanza si schierò al fianco del marito, come fece pure in occasione della guerra del 324. Dopo la sconfitta di Licinio, Costanza fu mandata in missione ad intercedere presso Costantino in favore del marito. La missione ebbe successo: Costantino fu clemente, risparmiò la vita di Licinio, obbligandolo solo a risiedere a Tessalonica da cittadino privato; l'anno seguente, però, Licinio si rivelò essere ancora una minaccia per l'imperatore e Costantino ordinò che venisse ucciso. Un secondo colpo per Costanza fu la morte, per ordine di Costantino, di suo figlio Liciniano, che pure in un primo tempo era stato associato al comando.
Negli anni seguenti Costanza visse alla corte del fratello, ricevendone onori, tra cui il titolo di nobilissima femina. Si convertì al Cristianesimo, schierandosi al fianco del partito ariano al Primo concilio di Nicea (325).

### Fonti primarie
- Filostorgio, Epitome della Storia ecclesiastica
- Girolamo, Lettere
- Tirannio Rufino, Storia ecclesiastica

### Fonti secondarie
- Pohlsander, Hans, "Constantia (Wife of Licinius)", De Imperatoribus Romanis, 1997, su roman-emperors.org.